# Campanula collina
Campanula collina är en klockväxtart som beskrevs av John Sims. Campanula collina ingår i släktet blåklockor, och familjen klockväxter.

## Underarter
Arten delas in i följande underarter:
- C. c. collina
- C. c. fondervisii
- C. c. sphaerocarpa

## Bildgalleri

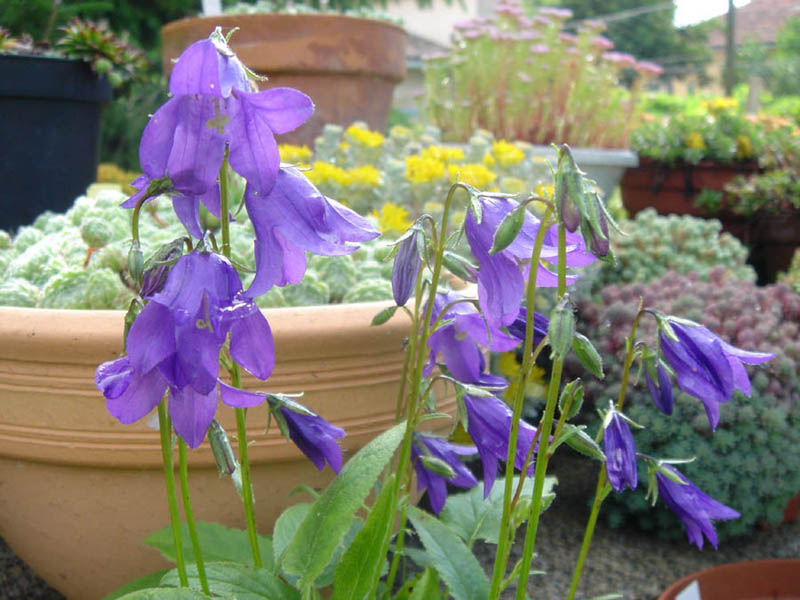
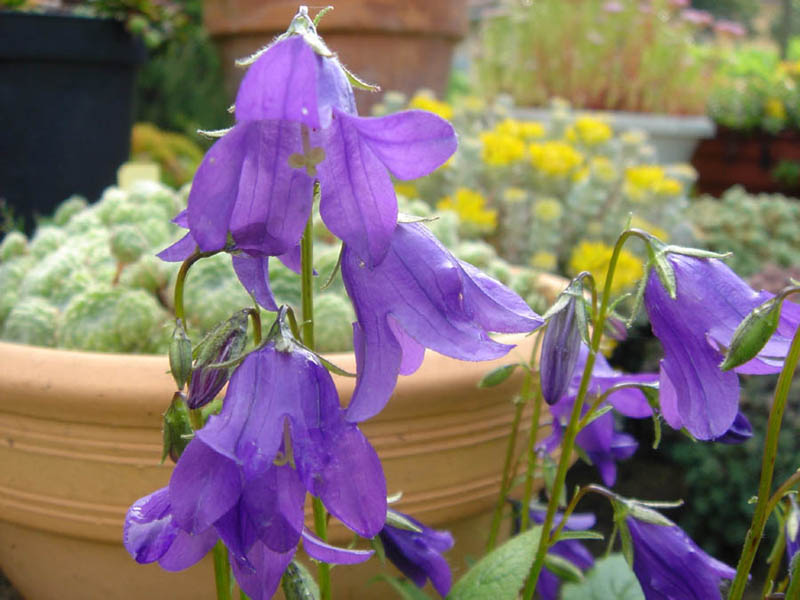
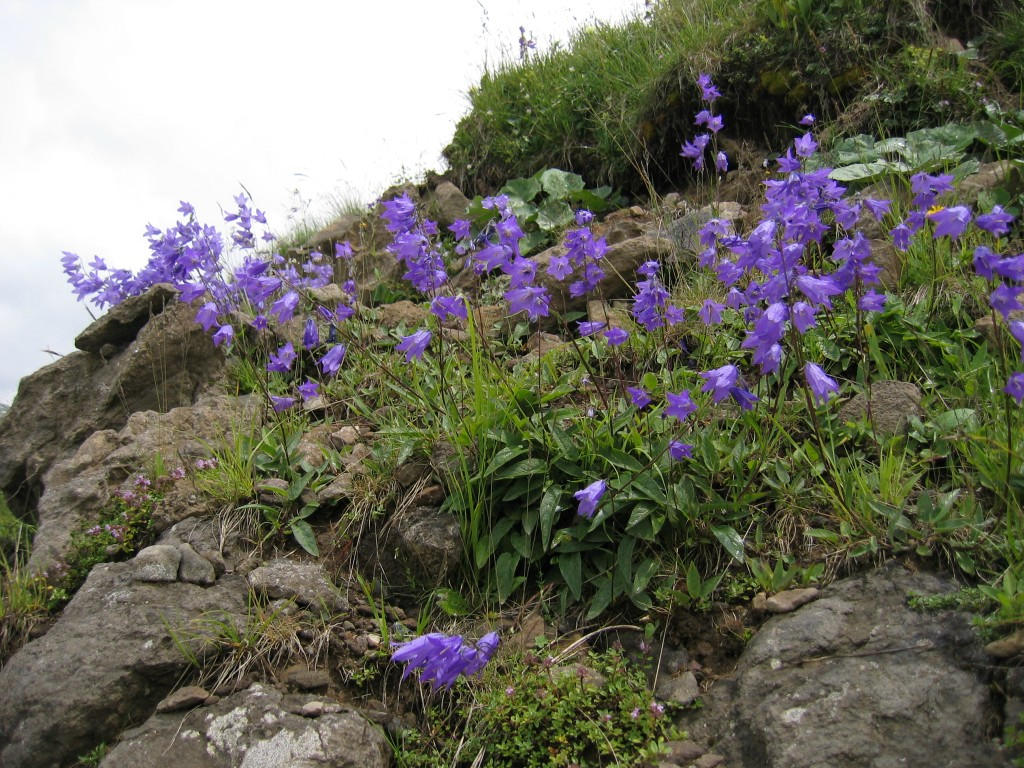